# Воспламеняющая взглядом 2: Всё заново
«Воспламеняющая взглядом 2: Все заново» (англ. Firestarter 2: Rekindled) — выпущенный в 2002 году в виде отдельных серий сиквел кинофильма «Воспламеняющая взглядом». Оба фильма основаны на романе Стивена Кинга «Воспламеняющая взглядом». В фильме снимались Маргерит Моро, Малкольм Макдауэлл, Деннис Хоппер и Дэнни Нуччи.

## Сюжет
Через 10 лет после трагических событий первого фильма «Воспламеняющая взглядом», уже взрослая Чарли Макги находится в бегах от своего прошлого. Она работает в университетской библиотеке под именем Томми Эндрюс, где пытается найти способ полностью избавиться от своих невероятных пирокинетических способностей. В то же время, некто Винсент Сфорца, работающий в крупной исследовательской корпорации, пытается разыскать участников загадочного эксперимента 1970 года для выплаты им денежных компенсаций. Узнав, что на самом деле корпорация убивает этих людей, чтобы скрыть последствия того эксперимента, он вместе со случайно найденной им Чарли Макги пытается остановить дальнейшую работу корпорации, которая всё ещё продолжает опыты над людьми. Им противостоят дети со невероятными сверхъестественными способностями — другие участники экспериментов.
Сюжетная линия детей участвующих в эксперименте, обнаруживает некоторые параллели с сюжетом аниме-фильме 1988 года — «Akira».

## В ролях
- Маргерит Моро — Чарли Макги
- Малкольм Макдауэлл — Джон Рейнбёрд
- Дэннис Хоппер — Джеймс Ричардсон
- Дэнни Нуччи — Винсент Сфорца
- Скай Маккоул Бартусяк — Чарли Макги в детстве
- Джон Дэннис Джонстон — Джоэль Лоун
- Дарнелл Уилльямс — Гил
- Рон Перкинс — Специальный агент Пруитт
- Дебора Ван Валкенбург — Мэри Конант
- Дэн Бёрд — Пол
- Трэвис Чаритян — Коду
- Скотти И. Кокс — Эндрю
- Эмметт Шомэкер — Эдвард
- Девон Алан — Макс
- Эрик Джейкобс — Джек

## Релиз
В США фильм был показан на телеканале SCI FI 10 и 11 марта 2002 года. Кроме того, фильм был показан на телевидении и издан на VHS и DVD во многих странах, но ни в одной не был показан в кинотеатрах.